# بانک املاک کردی
بانک املاک کردی (ترکی استانبولی: Türkiye Emlak Kredi Bankası) شرکت دولتی خدمات مالی و بانکداری ترک است، که در سال ۱۹۴۶ تأسیس و در سال ۲۰۰۱ منحل شد. سهام این بانک پس از منحل شدن توسط بانک_زراعت و بانک_خلق که دو بانک دولتی دیگر ترکیه هستند خریداری شد.